# Revista Tino
Revista Tino es la publicación oficial de los Joven Club de Computación y Electrónica de la República de Cuba, fundada en 2007. Esta revista aborda temáticas de las ciencias informáticas como son el software, la automatización de procesos, tecnologías libres, web, redes, hardware y nuevas tecnologías en favor de la comunidad, así como web 2.0 y redes sociales.

## Inicios
En conmemoración a los 20 años de los Joven Club de Computación y Electrónica, se decidió por la dirección nacional de la institución, llevar a hechos un proyecto que desde octubre de 2006, venía conformándose: La "Revista Tino". Así fue que el 4 de septiembre de 2007, se presentó en el Palacio Central de la Computación, el primer número de la Revista Tino, en formato digital (PDF), que podía descargarse de la red.
Tino, contó en su primera publicación, con el Editorial de Ernesto Rodríguez Hernández, en ese momento subdirector nacional de los Joven Club, el cual en uno de sus párrafos se refiere al peculiar nombre de la publicación: "...La palabra Tino, de origen incierto según el Diccionario de Lengua Española significa juicio y cordura, moderación y prudencia en una acción, sin embargo para muchos trabajadores, colaboradores, visitantes y amigos de la familia de Joven Club no es un simple vocablo más, ni nos remite exclusivamente a la figura del muñequito que lleva ese nombre y simulaba una computadora de primera generación. Tras esa imagen hay mucho simbolismo de identidad y pertenencia,
valores que han caracterizado y que se han cultivado siempre entre quienes se sienten hijos de esta cuna." 
La Revista Tino es una publicación bimestral adscrita a los Joven Club de Computación y Electrónica en Cuba. Esta revista aborda temáticas de las ciencias informáticas como son el software, la automatización de procesos, tecnologías libres, web, redes, hardware y nuevas tecnologías en favor de la comunidad, así como web 2.0 y redes sociales. Su primer número fue lanzado el 4 de septiembre de 2007, en conmemoración a los 20 años de la institución rectora.
En la revista se publican artículos inéditos y originales de profesionales de cualquier sector laboral del país, pero siempre que su contenido cumpla con las temáticas y pautas establecidas por su política editorial. Todos los interesados pueden enviar sus artículos para su futura publicación. La aceptación o rechazo de los mismos es responsabilidad del Colectivo Editorial y es inapelable. Los artículos deben enviarse por correo electrónico de la Revista. Una vez recibidos los artículos enviados para su posible publicación, estos serán sometidos a evaluación del contenido, así como de redacción y estilo por el Consejo Editorial; este proceso se hará en varias etapas de revisión. 
En un primer momento, el director de la revista realizará una validación de los artículos, en la cual se revisará el cumplimiento de lo establecido en la presente política para cada uno de los artículos recibidos. En una segunda etapa, los artículos válidos, serán revisados más al detalle por el editor de la sección hacia la que van dirigido. En esta fase, en caso de ser necesario, se establece un intercambio entre el editor y el autor del artículo. 
Los artículos seleccionados, por parte de los editores, para conformar el próximo número son revisados al detalle nuevamente, en su forma y contenido, por parte del editor jefe. En esta etapa del proceso pueden quedar artículos No válidos. Los artículos que hayan pasado de forma satisfactoria estos tres filtros son sometidos a una nueva revisión por parte de la correctora. En esta etapa del proceso los artículos se insertan en la plataforma por parte de los editores. Desde allí el director de la revista realiza una revisión detallada de cada uno de ellos. 
En cada uno de estos filtros los artículos No válidos pueden regresar a manos del editor de la sección o quedar invalidados totalmente en dependencia del problema detectado. Una vez aceptado para publicar, el Colectivo Editorial asumirá totalmente la responsabilidad de edición y corrección del artículo. La revista Tino se atribuye el derecho de publicación y de copia del artículo, con el objetivo de difundir y socializar el conocimiento que estos puedan ofrecer. No se aceptará para su publicación ningún artículo que incumpla las instrucciones que a continuación se ofrecen.
La publicación cuenta con 9 secciones cuyos contenidos van desde la informática, electrónica hasta las comunicaciones, todo con un marcado carácter tecnológico. Las secciones son: X-móvil, El vocero, El escritorio, El nivel, La red social, El taller, Vistazos tecnológicos, El consejero y El navegador.

## Secciones

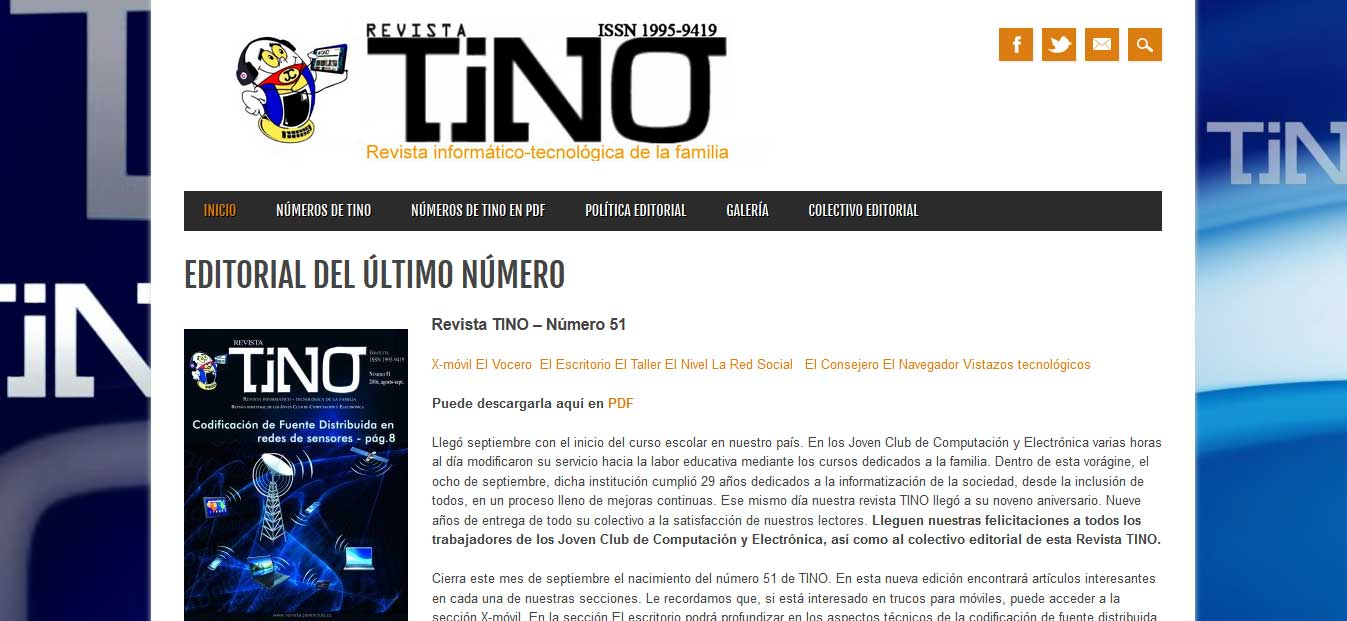
Sitio Web de la Revista Tino

X-móvil: es la sección de los trucos, consejos, guías prácticas, etc. Sobre cualquier contenido informático que tenga alguna utilidad práctica pero siempre relacionado con la tecnología móvil.
El vocero: es la sección de las noticias, donde se exponen las informaciones de Joven Club y el mundo en relación con las TIC.
El escritorio: es la sección de los artículos periodísticos, ya sean reportajes, crónicas, etc. sobre un tema de corte informático y científico-técnico con un alto nivel de aplicación práctica y generalización. 
El nivel: es la sección dedicada a los videojuegos, comienza a publicarse en la revista número 22 (marzo-abril de 2011) 
La red social: es la sección donde se describen las diferentes redes sociales que coexisten en Internet.
El taller: es la sección de los artículos de electrónica, diagramas, esquemas, soluciones, y algún análisis de un componente o artículo electrónico, etc. 
Vistazos tecnológicos: es la sección donde se publican chistes, curiosidades, obras literarias, poesías y todo lo que sea ocio sano relacionado con las Tecnologías de la información y la comunicación.
El consejero: es la sección de los trucos, consejos, guías prácticas, etc. Sobre cualquier contenido informático que tenga alguna utilidad práctica excepto para la tecnología móvil. 
El navegador: es la sección donde se sugieren sitios web cubanos y extranjeros (desde el número 22), haciendo una descripción del mismo.

## Cambios
Las secciones habituales así como la estructura en sí de la revista ha sufrido cambios, para ser más factible a la hora de su lectura y de sus contenidos. 
También en la parte interna (colectivo de realización) se han realizado cambios, quedando en la actualidad, un director general, un editor jefe, un productor, 7 editores, un traductor y una correctora, para un total de 12 personas.

## Formatos
Comenzó como un archivo PDF que se descargaba con un tamaño de 8 Mbyte, así hasta el número 4, cuando se incrementó el formato web, donde puede leer todo el contenido en línea, sin tener que descargar el PDF, que para esa época ya había bajado su tamaño a 4 Mbyte. Desde el número 15, se envía la revista por secciones, a través del correo electrónico, a las personas que se suscriben.

En la actualidad a partir del número 50, además del pdf que contiene a la revista en su totalidad se publican pequeños archivos pdf que contienen las diferentes secciones de la revista a solicitud de los lectores.